# 澳門每日時報
《澳門每日時報》（英語：Macau Daily Times）是澳門第二份英語日報，創刊於2007年6月1日。社長Paulo Coutinho。其以澳門自由開放陣型、達賴喇嘛等為封面的編排，是澳門媒體少有的。
該報以小報形式印刷，28頁。售價分別為澳門元5元和港幣7.5元。